# Mario Pomilio
Mario Pomilio (Orsogna, 14 gennaio 1921 – Napoli, 3 aprile 1990) è stato uno scrittore, saggista e giornalista italiano.

## Biografia
Figlio di maestro elementare di fede socialista, Tommaso Pomilio, e di Emma Di Lorenzo, primo di tre fratelli (lui, Ernesto e Tina) da Orsogna, dove la famiglia risiedeva al momento della sua nascita, si spostò ancora infante ad Avezzano, dove avrebbe frequentato il liceo classico, allievo del mai da lui dimenticato Giulio Butticci.

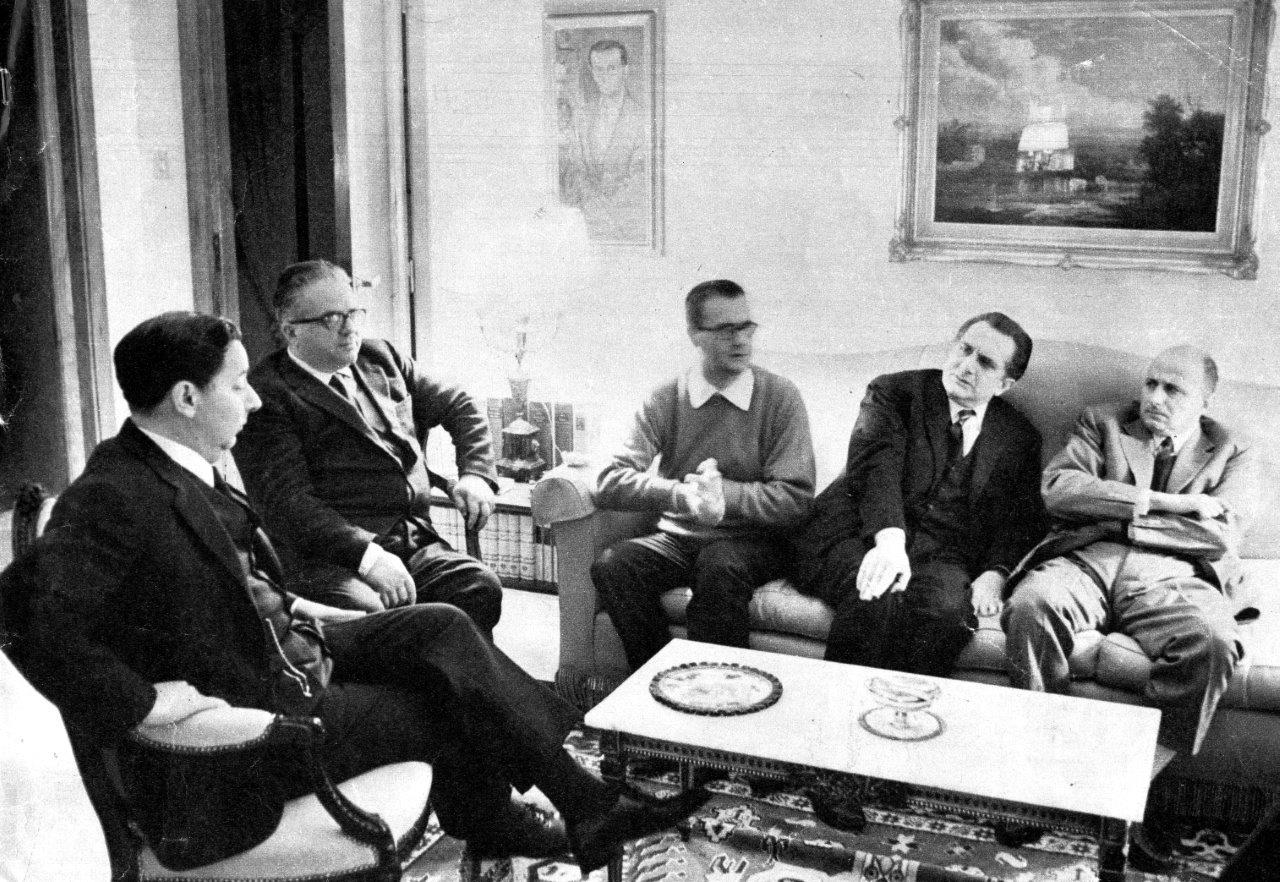
Riunione di redazione a Napoli della rivista "Le ragioni narrative". Da sinistra a destra: Michele Prisco, Luigi Incoronato, Domenico Rea, Luigi Compagnone e Mario Pomilio

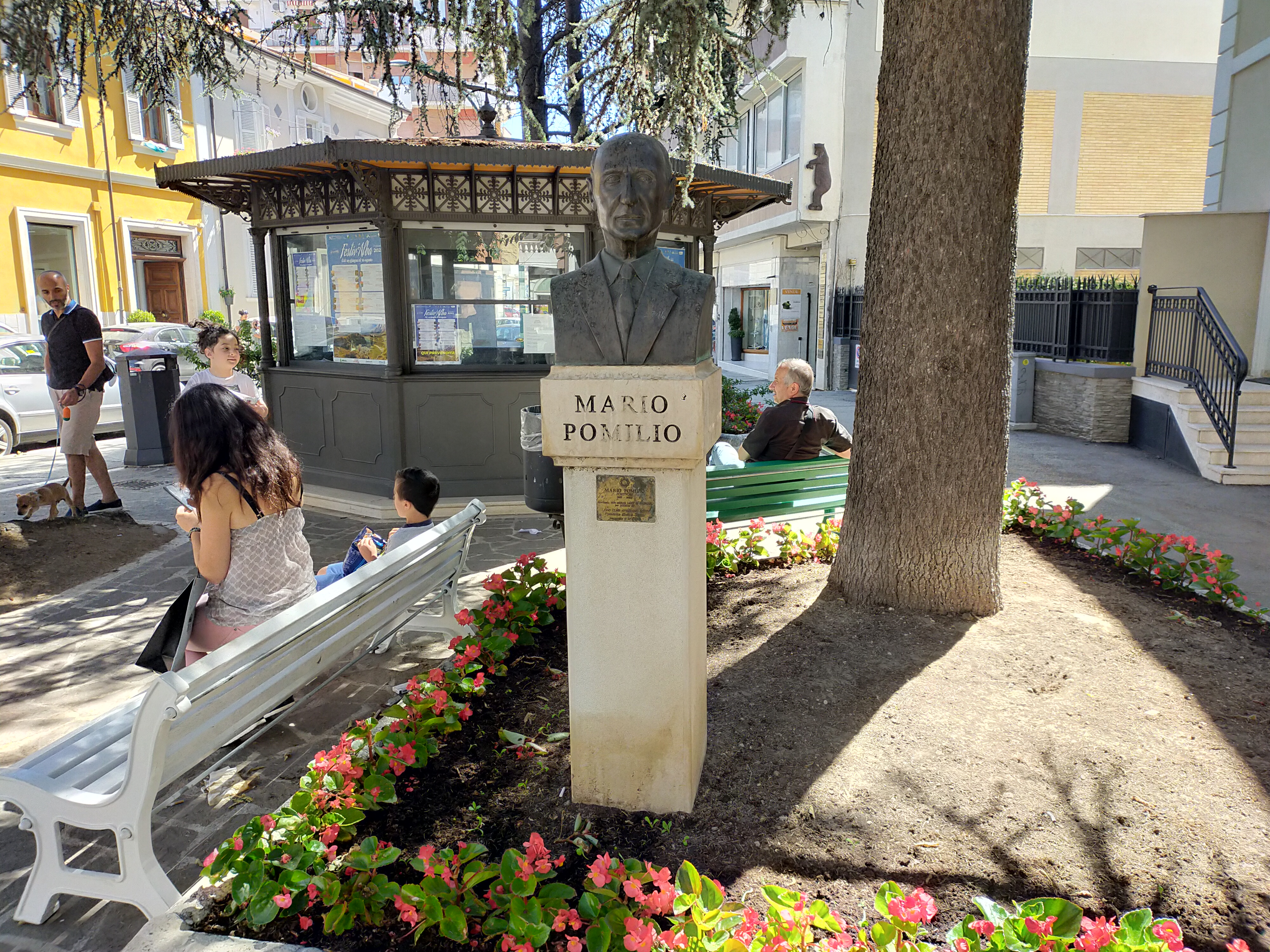
Busto bronzeo in memoria di Mario Pomilio ad Avezzano

Nel 1945 si laureò in Lettere alla Scuola normale superiore, sotto la guida di Luigi Russo e di Giovanni Macchia, con una tesi sulla narrativa di Luigi Pirandello. Proseguì quindi i suoi studi all'estero specializzandosi nelle università di Bruxelles e Parigi, con una ricerca sul furor poetico, i risultati di una cui sezione, dedicata all'idea di poesia in Petrarca, sarebbero stati ricostruiti ed editati, postumi, dalla filologa Cecilia Gibellini. Ebbe infine la nomina come insegnante di Lettere in un liceo napoletano: lo Scientifico "Vincenzo Cuoco" a via Foria. In seguito si trasferì allo Scientifico "Giuseppe Mercalli"; infine conseguì la Cattedra di Letteratura Italiana Poetica e Drammatica presso il Conservatorio di San Pietro a Majella di Napoli. Dal 1979 al 1984 è stato docente di Letteratura italiana moderna e contemporanea all'Istituto Universitario Suor Orsola Benincasa.
Un breve soggiorno a Teramo, in veste di Commissario agli Esami di Stato, gli ispirò il suo primo romanzo, L'uccello nella cupola, pubblicato nel 1954, che lo porrà subito all'attenzione della critica e del grande pubblico con la vittoria nel Premio Marzotto, opera prima. Seguì, due anni più tardi. Il testimone, e quindi, nel 1959, il romanzo a fondo distopico Il nuovo corso, ispirato ai fatti d'Ungheria.
Ancora a Teramo sarà ambientato La compromissione (1965), romanzo dal forte contenuto politico, non privo di risvolti autobiografici, in cui è adombrata in qualche modo la sua crisi di intellettuale di sinistra di fronte alle vicende politiche del 1948. L'impegno politico lo aveva portato infatti, dopo un periodo di militanza nel Partito d'Azione, a schierarsi nelle file del Partito Socialista Italiano. Il romanzo accese un ampio dibattito, e impose definitivamente il nome del suo autore fra quelli dei più importanti romanzieri del secondo dopoguerra. Pochi anni dopo, nel pubblicare il lungo racconto Il cimitero cinese (apparso in rivista più di dieci anni avanti), propose in unica raccolta i romanzi degli anni cinquanta, nella luce nuova dovuta al successo conseguito con La compromissione. 
Intanto, procedeva intensa l'attività di saggista, di critico e di storico della letteratura, nella collaborazione con Salvatore Battaglia presso la Cattedra di Letteratura Italiana dell'Università Federico II, e con la pubblicazione di monografie su Luigi Pirandello, Benvenuto Cellini, il Verismo, e diversi altri temi; sul fronte dell'impegno critico-militante (con tensioni d'ordine anche teorico), aveva fondato nel 1960 la rivista Le ragioni narrative, assieme ad altri scrittori napoletani come Luigi Compagnone, Luigi Incoronato, Michele Prisco, Domenico Rea, e al critico Gian Franco Venè, mentre sarebbe continuata incessante la sua attività di pubblicista culturale presso molti dei periodici letterari più in vista (come "La fiera letteraria", su cui pubblicò ampi interventi), nonché su quotidiani (come Il Mattino di Napoli, di cui, fra il 1977 e il 1979, avrebbe diretto la pagina libri). Gli anni fra Il nuovo corso e La compromissione (dalla metà anni '50 alla metà degli anni '60) sono anche quelli di una significativa attività di scrittore d'inchiesta, di impegno specialmente meridionalista, i cui frutti sono raccolti, postumi, nel volume Taccuino industriale. Reportages 1945-1980, che peraltro include aforismi pubblicati in rivista nel 1968 (da cui il titolo della raccolta), e un inedito giovanile.
È però il decennio posto fra la metà degli anni settanta e i primi anni ottanta, quello della piena maturità, con la pubblicazione di Il quinto evangelio (1975) e Il Natale del 1833 (1983), e inoltre, di un volume di racconti di carattere, a un tempo, metatestuale e metafisico, dai tratti fortemente innovativi, risalenti ai tardi anni sessanta, dal titolo Il cane sull'Etna. Frammenti d'una enciclopedia del dissesto (1978). A questo volume si ricollega il suo ultimo libro, pubblicato postumo in volume, a pochi mesi dalla sua morte (ma già apparso precedentemente in rivista): Una lapide in via del Babuino (1990), il cui primo titolo era, assai significativamente, Il racconto interrotto. Postuma, a cura del figlio Tommaso Pomilio (in arte Tommaso Ottonieri), uscì anche la raccolta dei suoi versi, Emblemi, databili ai primi anni cinquanta, e dunque anteriori al suo esordio narrativi; i componimenti centrali della raccolta erano usciti diverse volte in riviste e plaquettes.
Nel corso della sua attività ricevé numerosi riconoscimenti (vedi infra) e fu membro di numerose giurie di premi letterari.
Negli ultimi anni della sua vita, gli fu arduo poter scrivere, per il peggiorare della sua artrite reumatoide, che lo costrinse anche a dover subire un intervento chirurgico alla mano destra. Già debilitato nel fisico, morì il 3 aprile 1990. Il suo archivio è conservato presso il Centro per gli studi sulla tradizione manoscritta di autori moderni e contemporanei dell’Università di Pavia.

## Opere principali

### Narrativa
- L'uccello nella cupola, Milano, Bompiani, 1954.
- Il testimone, Milano, Massimo, 1956.
- Il nuovo corso, Milano, Bompiani, 1959. Nuova edizione, a cura di Mirko Volpi, con uno scritto introduttivo di Alessandro Zaccuri, Matelica, Hacca, 2014. ISBN 978-88-89920-99-2
- La compromissione, Firenze, Vallecchi, 1965. L'ultima edizione tascabile (Bompiani 2021) è corredata da un'introduzione di Giuseppe Lupo, oltre che da una biografia dell'autore.
- Il cimitero cinese, Milano, Rizzoli, 1969. Nuova edizione, a cura di Federico Francucci, con uno scritto introduttivo di Fabio Pierangeli, Roma, Studium, 2013 (il volume include il racconto Ritorno a Cassino e l'inedito giovanile I partigiani, rinvenuto tra le carte custodite presso il Fondo Manoscritti dell'Università di Pavia) ISBN 978-88-382-4226-7
- Il quinto evangelio, Milano, Rusconi, 1975. Nuova edizione "definitiva", con un saggio di Gabriele Frasca e nota archivistica di Wanda Santini, e con tre scritti accessorii di M.P., Roma, L'orma editore (collana «Fuoriformato - Nuova serie»), 2015. ISBN 978-88-98038-54-1
- Il quinto evangelista, Milano, Edizioni Paoline, 1986. ISBN 88-215-1095-6. (rielaborazione della "pièce" teatrale posta a conclusione del romanzo, a seguito della messa in scena di Orazio Costa, San Miniato 1975).
- Il cane sull'Etna. Frammenti d'una enciclopedia del dissesto, Milano, Rusconi, 1978, ISBN 9788818063448
- Il Natale del 1833, Milano, Rusconi, 1983. ISBN 88-18-06863-6. L'ultima edizione tascabile (Bompiani 2015) è corredata da un ampio saggio prefatorio di Salvatore Silvano Nigro, oltre che dalla riproposta di un saggio di Carlo Bo.
- Una lapide in via del Babuino, con un saggio di Giancarlo Vigorelli, Milano, Rizzoli, 1991. ISBN 88-17-66524-X ; seconda edizione, con introduzione di Silvio Perrella, Cava de' Tirreni, Avagliano, 2002. ISBN 88-8309-078-0.

### Poesia
- Emblemi. Poesie 1949-1953, a cura di Tommaso Pomilio, Napoli, Cronopio, 2000. ISBN 88-85414-58-3.

### Saggistica
- Dal naturalismo al verismo, Napoli, Liguori, 1962.
- La fortuna del Verga, 2 voll., Napoli, Liguori, 1963.
- La formazione critico-estetica di Pirandello, Napoli, Liguori, 1966.
- Contestazioni, Milano, Rizzoli, 1967.
- Scritti cristiani, Milano, Rusconi, 1979. Nuova edizione accresciuta, a cura di Marco Beck, con scritto introduttivo di Giuseppe Langella, Milano, Vita e Pensiero, 2014.
- Edoardo Scarfoglio, Napoli, Guida, 1989. ISBN 88-7835-007-9.
- Petrarca e l'idea di poesia. Una monografia inedita, a cura di Cecilia Gibellini, Roma, Studium, 2016. ISBN 978-88-382-4371-4
- Scritti sull'ultimo Ottocento [su Verga, Capuana, D'Annunzio, Serao, De Roberto, Scarfoglio, Pirandello, e altro], a cura di Mirko Volpi, introduzione di Paola Villani, con una nota di Maria Antonietta Grignani, Novate Milanese, Prospero, 2017, ISBN 978-8885491243
- Abruzzo la terra dei santi poveri, raccolta di scritti abruzzesi, a cura di Dora Pomilio e Vittoriano Esposito, L'Aquila, Ufficio stampa del Consiglio regionale dell'Abruzzo, 1997, OCLC 971145487
- *(a cura di) Santino G. Bonsera, Le parole del silenzio di Michele Prisco, con un ricordo di Michele Prisco, Potenza, Ermes, 1997; ISBN 88-900215-0-0
- Taccuino industriale. Reportages 1945-1980, con un'introduzione di Goffredo Fofi, Matelica, Hacca, 2021 ((il volume include l'inedito giovanile Terra e bandiere, rinvenuto tra le carte dell'autore custodite presso il Fondo Manoscritti dell'Università di Pavia, testo ricostruito da Mirko Volpi), ISBN 978-88-98983-60-5

### Principali premi e riconoscimenti
- Premio Marzotto "opera prima" 1954: L'uccello nella cupola;[3]
- Premio Napoli 1959: Il nuovo corso (ex aequo con Una vampata di rossore di Domenico Rea);[4]
- Premio Campiello 1965: La compromissione[5]
- Premio Flaiano 1974: Il quinto evangelista;[6]
- Premio Napoli 1975: Il quinto evangelio[4]
- Prix du Meilleur livre étranger, Parigi 1977: Il quinto evangelio[7]
- Premio Pax, Varsavia 1979: Il quinto evangelio[8][9]
- Premio Strega 1983: Il Natale del 1833[3]
- Premio Fiuggi 1983: Il Natale del 1833[3]